# Kit Weyman
Kit Weyman (Toronto, 13 ottobre 1986) è un attore canadese.
Ha recitato il ruolo di Sulley nella serie televisiva Degrassi: The Next Generation.
Attualmente è nel cast della serie di Family Channel intitolata La mia vita con Derek nel ruolo di Sam, una produzione canadese che è anche trasmessa in vari versioni di Disney Channel. 
Un'altra passione di Weyman è la musica: suona in un gruppo chiamato "Two Left". Inoltre Weyman parla francese, spagnolo e italiano.